# 신코엔지역
신코엔지역(일본어: 新高円寺駅, しんこうえんじえき)은 일본 도쿄도 스기나미구에 있는 철도역이다. 역 번호는 M 03이다.

## 역 구조
상대식 승강장 2면 2선의 지하역.

### 승강장
| 1 | ○ 마루노우치 선 | 오기쿠보 방면                 |
| 2 | ○ 마루노우치 선 | 신주쿠・긴자・이케부쿠로 방면 |

## 역 주변
역전으로부터 고엔지역까지의 사이에는 , 고엔지룩 상가 · 고엔지펄 상가가 있다.
- 세시온 스기나미
- 신코엔지 역전 우체국
- 미히라 스토어 고엔지 점
- 퀸즈 이세탄 신코엔지 점
- 미즈호 은행

## 역사
- 1961년 11월 1일: 영업 개시.

## 인접 역
| 도쿄 메트로 마루노우치 선        | 도쿄 메트로 마루노우치 선 | 도쿄 메트로 마루노우치 선        |
| -------------------------------- | ------------------------- | -------------------------------- |
| M02 미나미아사가야 오기쿠보 방면 | 마루노우치 선             | M04 히가시코엔지 이케부쿠로 방면 |